# Gottesfurcht

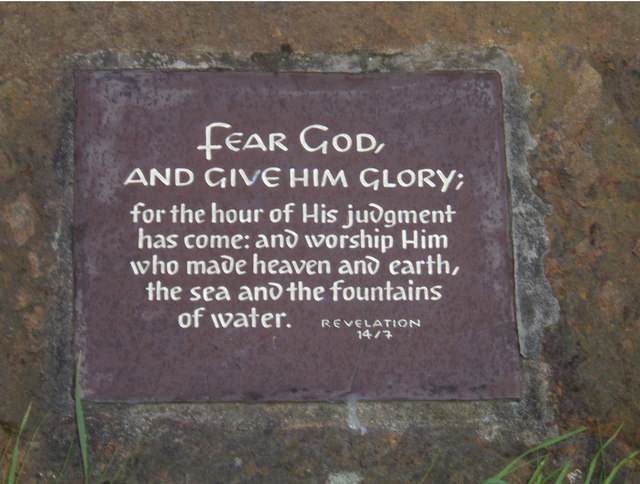
Religiöser Text, der zur Gottesfurcht aufruft, auf einer Metalltafel nördlich von Baildon.

Unter Gottesfurcht (auch: Eusebie) versteht man den Respekt und die Ehrfurcht vor Gott.

## In der Hebräischen Bibel (Tanach)
Die Gottesfurcht bezeichnet die rechte Haltung gegenüber Gott und seinem Willen; sie soll den Menschen dazu veranlassen, Gottes Gebote nicht zu übertreten. Das Vorbild eines gottesfürchtigen Menschen im Tanach ist Ijob. Gottesfurcht wird nicht als Furcht im Sinne des Schreckens oder ängstlichen Eingeschüchtertseins verstanden. Sie führt zur Befolgung der Gebote Gottes und wird als Anfang der Weisheit verstanden. Die evangelische Theologin Sara Kipfer (* 1980) dagegen betont, dass die Hebräische Sprache keine begriffliche Unterscheidung für Angst, Ehrfurcht, Furcht, Respekt, Schrecken und Verehrung kenne, und dass es daher schwierig sei, ירא (jr’) angemessen und korrekt in die deutsche Sprache zu übersetzen. Sie weist auch darauf hin, dass es mindestens 18 Wortstämme mit 873 Belegen für Furcht und fürchten gebe; dazu kämen noch 20 weitere Stämme und Ausdrücke aus dem Umfeld dieses Begriffs.

Der Ausdruck „Gott fürchten“ gehört der deuteronomischen und Weisheitsliteratur an und scheint auf den ersten Blick eine einfache Forderung Gottes an die Israeliten zu sein. 

„Nun, Israel, was verlangt der Herr, dein Gott, noch von dir, als dass du den Schöpfer, deinen Gott, fürchtest, dass du in allen seinen Wegen wandelst und ihn liebst und dem Herrn, deinem Gott, dienst von ganzem Herzen und von ganzer Seele?“

 Doch es folgt darauf eine Liste von Bestimmungen, die ein weites Feld eröffnen und Gottesfurcht zu einem Lebenswerk machen. Insgesamt gibt es 613 Mitzwot (deutsch: Gebote) in der Tora; gottesfürchtig ist eine davon, die man von klein auf erlernen muss und die immer einzuhalten ist, was zudem auf eine Grundhaltung hinweist.

So betont König Salomo im Buch der Sprichwörter: 

„Gottesfurcht ist Anfang der Erkenntnis, nur Toren verachten Weisheit und Zucht.“

Und im biblischen Buch Kohelet, das im deutschsprachigen Raum auch „Prediger“ genannt wird, heißt es am Ende: 

„Hast du alles gehört, so lautet der Schluss: Fürchte Gott und achte auf seine Gebote! Das allein hat jeder Mensch nötig.“

### Im Judentum
Ultra-orthodoxe Juden bezeichnen sich selbst als Charedim, das heißt Gottesfürchtige, gemäß Jesaja, Kapitel 66, Vers 5. Sie sind aber erst im 19. Jahrhundert als Reaktion auf die Aufklärung und die Jüdische Emanzipation in Europa entstanden und haben sich weltweit ausgebreitet. Um das Jahr 2020 gab es 1,8 Millionen Charedim, wovon knapp zwei Drittel in Israel lebten, oft in Jerusalem und Bnei Brak bei Tel Aviv. Sie machen mittlerweile 13,9 % von Israels Bevölkerung aus und wachsen jährlich um vier Prozent.

## Im Neuen Testament
Im Neuen Testament tritt der Gedanke zurück, um der Irrlehre, dass man sich den Himmel erarbeiten oder verdienen könnte, entgegenzuwirken (Gal 6,7–8 ). Lediglich der greise Prophet Simeon (Lk 2,25 ) und die Purpurhändlerin Lydia (Apg 16,14 ) werden ausdrücklich als „gottesfürchtig“ bezeichnet. Ansonsten wird eher von den „Gottesfürchtigen“ gesprochen. Gemeint sind dann entweder jene, die die jüdischen Gebote und Sitten strikt befolgen (Lk 1,50 ), oder solche, die in der Diaspora in losem Zusammenhang mit der Synagoge leben, doch nicht zum Judentum übergetreten und noch nicht beschnitten sind, wie z. B. in (Apg 13,16 ) oder auch einer griechischen jüdischen Inschrift in Aprodisias.
Als Gegenstück zur Gottesfurcht gilt in der Bibel und Tradition die Angst vor übler Nachrede, Benachteiligung, Verfolgung und menschlichem, sozialen, finanziellem oder körperlichem Schaden bei einem offenen Bekenntnis zum Glauben bzw. zu Gottes Geboten. Als Leitwort bei der christlichen Ablehnung der Menschenfurcht gilt das Wort des Petrus: „Man muss Gott mehr gehorchen als den Menschen.“ (Apg 5,29 )

### Im Christentum
Im Christentum gelten die Märtyrer als jene Menschen, die auf beispielhafte Weise die Gottesfurcht über die Menschenfurcht gestellt und dafür ihr Leben geopfert haben. Gemäß dem Katechismus der Katholischen Kirche wird die Gottesfurcht zu den Gaben des Heiligen Geistes gezählt, wozu auch Weisheit, Einsicht, Rat, Erkenntnis, Stärke und Frömmigkeit zählen.
Durch die Reformation kam eine neue Unterscheidung im Thema der Gottesfurcht auf, nämlich die Angst als verlorener Sünder vor Gott als Richter stehen zu müssen und die Ehrfurcht vor Gott als Kind durch den Glauben an Jesus Christus angenommen worden zu sein. Der deutsche Reformator Martin Luther suchte nach dem gnädigen Gott und beschrieb Ersteres so: „Ich hasste den gerechten und die Sünder strafenden Gott und empörte mich im Stillen gegen Gott“. In seinem Katechismus steht, dass wir Gott fürchten und lieben sollen. Der doppelte Ausgang des Gerichts Gottes ist als 17. Artikel Teil der Confessio Augustana, der lutherischen Bekenntnisschriften. In der Folge wird Menschenfurcht als einengende Angst erkannt, Gottesfurcht dagegen als befreiende Form der Liebe wahrgenommen.
Der evangelische Pietismus kam um 1700 durch Philipp Jacob Spener und August Hermann Francke im deutschen Sprachraum auf; bereits sein Name stammt vom lateinischen Begriff рietas, was Frömmigkeit, Gottesfurcht oder gottesfürchtige Haltung bedeuten kann. Diese Frömmigkeitsbewegung förderte ein Leben in Gottesfurcht, in einer innigen Gottesbeziehung, in praktisch tätigem Glauben, in Selbstdisziplin und verbindlicher Gemeinschaft. Unerwünschte, heftige und nach außen gerichtete Gefühle wurden eher vermieden, Demut, Geduld, Selbstbeherrschung, Innigkeit und Seelenruhe waren hingegen erwünscht.

## Im Islam
Im Islam wird Gottesfurcht nach dem Koran als Taqwa bezeichnet, was im Wortsinn etwas schützen oder abwenden bedeutet. Die Taqwa-Moschee ist danach benannt. Gottesfurcht ist Gottesdienst und der Weg zur göttlichen Gnade, Vergebung und Erlösung. Es geht darum, Gott zu gehorchen, seine Gebote zu halten, sich von schlechten Einflüssen und Verbotenem fernzuhalten und so Zufriedenheit und inneren Frieden zu erhalten. Gute Taten können schlechte Taten tilgen und Gottes Strafe abwenden.

### Fachliteratur
- Sara Kipfer: Angst, Furcht und Schrecken. Eine kognitiv-linguistische Untersuchung einer Emotion im Biblischen Hebräisch, JNSL 42, S. 15–79, 2016.
- Anna Nürnberger: Zweifelskonzepte im Frühchristentum. Dipsychia und Oligopistia im Rahmen menschlicher Dissonanz- und Einheitsvorstellungen in der Antike, Vandenhoeck & Ruprecht, Göttingen 2019, ISBN 978-3-525-56463-9.
- Siegfried Plath: Furcht Gottes. Der Begriff ירא im Alten Testament, Arbeiten zur Theologie, Reihe 2, Band 2, Evangelische Verlagsanstalt, Berlin und Calwer Verlag, Stuttgart 1963.
- Rochus Rimml: Das Furchtproblem in der Lehre des hl. Augustin, Zeitschrift für katholische Theologie, Band 45, N° 1 (1921), S. 43–65, Österreichische Provinz der Gesellschaft Jesu[18]

### Erbauungsliteratur
- Jerry Bridges: Leben in Gottesfurcht, Europäisches Bibel Trainings Centrum, 2022, ISBN 978-3-969-57078-4.
- Rudolf Ebertshäuser: Gottesfurcht. Eine lebenswichtige Tugend in der Endzeit, Nehemia Edition, Steffisburg 2016, ISBN 978-3-906-28907-6.
- Michael Reeves: Rejoice and Tremble: The Surprising Good News of the Fear of the Lord, Crossway, Wheaton 2021.
  - Michael Reeves: Gottesfurcht: Eine überraschend gute Nachricht, Verbum Medien, Bad Oeynhausen 2022.
- Christoph Stücklin: Vielleicht genügt ein Amen. Der seltsamen Logik der Bibel trauen, Friedrich Reinhardt Verlag, Basel (Kapitel: Gottesfurcht und „Fürchte dich nicht!“ – wie passt das zusammen?).[19]